# Tortyra aenescens
Tortyra aenescens là một loài bướm đêm thuộc họ Choreutidae. Nó được tìm thấy ở Ecuador.